# Laureaci Nagrody Ig Nobla (2012)
Lista osób wyróżnionych Ig Noblem w roku 2012:
| Osoba                                                     | Dziedzina        | Praca |
| --------------------------------------------------------- | ---------------- | --- |
| Joseph Keller Raymond Goldstein Patrick Warren Robin Ball | fizyka           | wyliczenie sił i matematyczne równanie opisujące zachowanie związanych włosów |
| Craig Bennett Abigail Baird Michael Miller George Wolford | neurobiologia    | na przykładzie badania aktywności mózgowej martwego łososia wykazanie, że używanie bardzo skomplikowanych urządzeń może dawać błędne wyniki, jeśli do ich analizy użyje się zbyt prostych metod statystycznych |
| Anita Eerland Rolf Zwaan Tulio Guadalupe                  | psychologia      | badanie nad związkiem między kierunkiem pochylenia się i szacowania wysokości wieży Eiffla |
| Rouslan Krechetnikov                                      | dynamika płynów  | badanie nad rozlewaniem kawy z pełnego kubka w czasie marszu |
| przedsiębiorstwo SKN                                      | nagroda pokojowa | technologia przekształcania starych rosyjskich ładunków wybuchowych i amunicji w diamenty |
| Kazutaka Kurihara Koji Tsukada                            | akustyka         | skonstruowanie urządzenia, które uniemożliwia mówienie poprzez "odbijanie" wypowiadanych słów z opóźnieniem rzędu kilku milisekund                                                                             |
| Johan Pettersson                                          | chemia           | badanie nad zielenieniem włosów mieszkańców niektórych domów |
| Government Accountability Office                          | literatura       | raport na temat raportu na temat raportów |
| Frans de Waal Jennifer Pokorny                            | anatomia         | odkrycie, że szympansy rozpoznają się nawzajem nie tylko po twarzach, ale także po pośladkach i genitaliach |
| Emmanuel Ben-Soussan                                      | medycyna         | badania nad minimalizacją ryzyka wystąpienia eksplozji gazów jelitowych podczas kolonoskopii |